# كلوبينثيكسول
كلوبينثيكسول والذي يُعرف أيضاً باسم كلوبينتيكسول هو دواء نموذجي مضاد للذهان من فئة الثيوكانثينات أنتجته شركة لوندبك الدولية للصناعات الدوائية في عام 1961.
يتكون الكلوبينثيكسول من خليط من المتصاوغات الهندسية والزولكلوبينثيكسول. أنتجت شركة لوندبك المتصاوغ الهندسي النقي في عام 1962، واستخدم كلا الدواءين على نطاق واسع حيث أن لهما نفس القدر من الفعالية كمضادات الذهان، ولهما أيضاً آثار جانبية متشابهة، إلّا أن عقار الكلوبينثيكسول نشط بمقدار النصف إذا ما قارننا ملليغرام واحد بملليغرام واحد من كلا الدوائين، كما أنه يحدث المزيد من تسكين الآلام. لم يتم اعتماد دواء الكلوبينثيكسول حتّى الآن للاستخدام في الولايات المتحدة.

## طرق إعطاء الدواء والفاعليّة
تمتلك العديد من الأدوية النموذجية المضادة للذهان مثل الزوكلوبينثيكسول خصائصاً طويلة المفعول إذا حُقنت للمريض في العضل، وتُعطى على فترات تتراوح من 2 إلى 4 أسابيع. بالنسبة للعديد من المرضى، يعتبر استمرار العلاج هو الطريقة الوحيدة لمنع الانتكاس، وعادةً يكون امتثال المرضى لتناول الأدوية أفضل إذا كانوا سيحقنون عضليًا بدواء طويل المفعول.
بينما يستمر تأثير مستحضر أسيتات الزوكلوبينثيكسول عند حقنه للمريض عضليّاً لمدة تتراوح من يوم واحد إلى يومين، ومن ثمّ يمكن أن يكون هذا المستحضر مفيدًا لمريض ذهاني حاد حين يلزم تناول الأدوية المضادة للذهان، ولكن عندما يكون تناول الدواء عن طريق الفم غير فعال أو غير ممكن.

## الأثار الجانبية
أعطيت ديكانوات الكلوبينزيكسول إلى 20 مريضاً مشخصاً بالفصام المزمن لمدة 11 شهرًا بجرعات تتراوح ما بين 100 مجم في بداية التجارب، وحتى 1000 مجم ثلاث مرّات أسبوعيًا فيما بعد وفقًا للاستجابة السريرية وحدوث الآثار الجانبية. تم قياس درجة التحسن في الأعراض الفردية على مقياس من 4 نقاط، كما تم تسجيل الآثار الجانبية غير المرغوب فيها في قائمة مرجعية وأجريت الاختبارات البيوكيميائية الروتينية والدموية في بداية ونهاية فترة العلاج.
كان هناك تحسّناً كبيرة للغاية في متوسط شدّة الأعراض نتيجة للعلاج، وفي درجات الأعراض الفردية الخمسة (وهي الهلوسة، والوهام، والاكتئاب، والسلوك العدواني، واضطراب السلوك غير العدواني)، كما أظهرت اثنتين من الأعراض السلبية وهي اللامبالاة والانسحاب الاجتماعي تحسنًا بعد تعاطي الدواء لمدة تصل إلى 16 أسبوعًا. كان معدل الإصابة بالاكتئاب أقل في نهاية الدراسة مما كان عليه في وقت بدايتها.
توقف ثلاثة مرضى عن تناول الدواء بعد الشهر السادس بسبب أعراض مثل النعاس، وأعراض خارج السبيل الهرمي، وعانة ثلاثة مرضى آخرين من آثار جانبية شديدة خارج السبيل الهرمي. كانت الآثار الجانبية غير المرغوب فيها الأكثر شيوعاً هي النعاس وأعراض خارج السبيل الهرمي، والتي سُجلت في حوالي 70٪ من المرضى، إلّا أنها في معظمها كانت أقل وأقل شدة مما كانت عليه عند بدء الدخول في الدراسة. 

## السُميّة
حتى الآن لا يوجد أي دليل على سُمّية مركبات الكلوبينثيكسول.